# Бир, Рейчел
Рэйчел Сассун Бир (англ. Rachel Sassoon Beer; 1858, Бомбей — 29 апреля 1927, Ройал-Танбридж-Уэлс) — британская журналистка и редактор, первая женщина и первая не рождённая в Европе глава британской национальной газеты.
Родилась в богатом и известном еврейском семействе Сассун, в начале XIX века перебравшемся из Багдада в Индию. С детства жила в Великобритании вместе с отцом, направленным в метрополию представлять интересы семейного бизнеса. Получила домашнее образование, в юности из благотворительных соображений работала в госпитале сестрой милосердия. В 1887 году вышла замуж за Фридерика Артура Бира (Бера), предпринимателя еврейского происхождения, внучатого племянника композитора Джакомо Мейербера. В связи с тем, что Бир до этого перешёл из иудаизма в англиканскую веру, женитьба Рэйчел Сассун привела к резкому охлаждению её отношений с семьёй.
После замужества Рэйчел Бир стала активно публиковаться как журналистка в газете The Observer, которая принадлежала её мужу. В 1891 году она заняла пост главного редактора газеты. В 1893 году она приобрела, уже на своё имя, другую газету, The Sunday Times, и также возглавила её как главный редактор. Выступая на страницах своих изданий как колумнистка, Бир отстаивала идеологию просвещённого империализма, её кумиром был Редьярд Киплинг. Наиболее заметным успехом Бир в качестве редактора стала роль её газеты в Деле Дрейфуса: в газете The Observer в 1898 году была опубликована статья журналиста Роуленда Стронга, основанная на его беседах с бывшим французским военным Фердинандом Эстерхази, в ходе которых Эстерхази признался Стронгу, что бумага, на основании которой Дрейфус был обвинён, в действительности была написана его рукой; статья была на следующий день перепечатана во Франции. Репутация Бир в профессиональных кругах была неоднозначной, отчасти в силу её двойной национально-культурной отчуждённости — еврейской и восточной.
После смерти мужа в 1903 году нервное равновесие Бир пошатнулось, и её родственники воспользовались этим для того, чтобы в судебно-медицинском порядке признать её недеесопособной. Обе газеты, которыми она руководила, были проданы. Значительную часть имущества Бир унаследовал её племянник, поэт Зигфрид Сассун.